# Municipio de Cataloochee
El municipio de Cataloochee (en inglés: Cataloochee Township) es un municipio ubicado en el  condado de Haywood en el estado estadounidense de Carolina del Norte. En el año 2010 tenía una población de 37 habitantes.

## Geografía
El municipio de Cataloochee se encuentra ubicado en las coordenadas 35°42′59.36″N 83°3′24.52″O / 35.7164889, -83.0568111.